# Агафон (брат Асандра)
Агафон (др.-греч. Aγαθων) — македонский аристократ IV века до н. э., брат сатрапа Карии Асандра. Родился в городе Бероя в семье Агафона. По другой версии отец Агафона был родом из Пидны и командовал в 330/329 году до н. э. цитаделью в Вавилоне. Также, в литературе персонажа могут называть сыном Филоты вследствие путаницы между братом Агафона Асандром и его тёзкой, который некоторое время занимал должность сатрапа Лидии.
Зимой 313/312 года во время Третьей войны диадохов Асандр заключил мир с Антигоном. Он был вынужден передать ему всех своих воинов, отказаться от власти над греческими полисами, однако сохранил свою сатрапию. По условиям договора Асандр становился союзником Антигона. Для обеспечения выполнения условий Агафон становился заложником Антигона. Через несколько дней Асандр раскаялся и сумел похитить брата, после чего отправил послов к Птолемею, Кассандру и Селевку с просьбой о помощи. После этого Антигон отправил на покорение Карии флот под комендованием Медия и войска под командованием Докима и Полемея. Они сумели захватить прибрежные города Милет и Ясос, в то время как Антигон завоевал Траллы и Кавн. Предположительно, Асандр с Агафоном бежали в Египет к Птолемею. Дальнейшая судьба Агафона неизвестна.